# Groupe de travail (réseau de résistance)
Pour les articles homonymes, voir Groupe de travail (réseau informatique) et Groupe de travail.
Vous pouvez aider à l'améliorer ou bien discuter des problèmes sur sa page de discussion.
- Certaines informations devraient être mieux reliées aux sources mentionnées dans la bibliographie ou les liens externes. Améliorez sa vérifiabilité en les associant par des références. (Marqué depuis février 2022)
- La traduction est incomplète. (Marqué depuis février 2022)

Le Groupe de travail (slovaque : Pracovná Skupina) est une organisation clandestine juive dans l'État slovaque, alors sous la férule des forces de l'Axe Rome-Berlin-Tokyo pendant la Seconde Guerre mondiale. Dirigé par Gisi Fleischmann et le rabbin Michael Dov Weissmandl, le Groupe de travail porte secours à des Juifs victimes de la Shoah en recueillant et en diffusant des renseignements sur la Shoah en Pologne, en corrompant des fonctionnaires allemands et slovaques et en négociant avec eux, et en faisant parvenir clandestinement des biens de valeur aux Juifs déportés en Pologne.

## Histoire
En 1940, le SS Dieter Wisliceny oblige la communauté juive de Slovaquie à instaurer l'Ústredňa Židov (ÚŽ) pour appliquer les décrets antisémites. Certains membres de l'ÚŽ, mécontents de l'attitude collaborationniste de leurs collègues, commencent leurs réunions à l'été 1941. En 1942, le Groupe s'emploie à empêcher la déportation de Juifs slovaques en offrant des pots-de-vin à Wisliceny et aux fonctionnaires slovaques, en faisant pression auprès de l'Église catholique pour qu'elle intervienne et en encourageant les Juifs à fuir vers la Hongrie. Toutefois, ces efforts n'aboutissent guère et deux tiers des Juifs de Slovaquie sont déportés au camp de concentration d'Auschwitz ainsi que dans des camps et des ghettos prévus à Lublin. Le Groupe, qui ignore le programme nazi d'extermination de tous les Juifs, envoie des colis aux Juifs slovaques emprisonnés dans les ghettos de Lublin ; il aide également plus de deux mille Juifs polonais à fuir vers la Hongrie, qui offrait une sécurité relative, pendant l'Aktion Reinhard. Le Groupe transmet les rapports provenant de messagers et de réfugiés juifs sur les assassinats systématiques aux organisations juives de Suisse et au Comité d'aide et de sauvetage à Budapest.
Quand les convois s'arrêtent en Slovaquie en octobre 1942, le Groupe de travail tente de corrompre Heinrich Himmler, par l'intermédiaire de Wisliency, pour mettre fin à la déportation des Juifs européens vers la Pologne. Wisliceny réclame un montant de 3 millions de dollars, ce qui dépasse de loin les capacités financières du groupe, et il interrompt les négociations en septembre 1943. En avril et mai 1944, le Groupe de travail reçoit et diffuse le rapport Vrba-Wetzler, écrit par deux évadés d'Auschwitz, qui prouve l'assassinat de centaines de milliers de Juifs. Ce rapport engendre des pressions diplomatiques contre le gouvernement hongrois et joue un rôle décisif dans le choix du régent Miklós Horthy de cesser les déportations des Juifs hongrois en juillet. À l'automne 1944, après le soulèvement national slovaque, les Allemands envahissent le pays et le Groupe de travail tente de corrompre les soldats pour qu'ils épargnent les Juifs locaux. L'erreur majeure du Groupe est son échec à prévenir clairement les Juifs qu'ils devaient se cacher.
La plupart des historiens reconnaissent que les initiatives du Groupe de travail ont concouru à l'arrêt des déportations en Slovaquie entre 1942 et 1944 ; néanmoins, la portée de son rôle est toujours débattue[Par qui ?].